# Phanerotoma meridionalis
Phanerotoma meridionalis är en stekelart som beskrevs av William Harris Ashmead 1894. Phanerotoma meridionalis ingår i släktet Phanerotoma och familjen bracksteklar. Inga underarter finns listade i Catalogue of Life.